# Eccopsis sequestra
Eccopsis sequestra – gatunek motyli z rodziny trociniarkowatych i podrodziny Olethreutinae.
Gatunek ten opisany został po raz pierwszy w 2012 roku przez Józefa Razowskiego i Janusza Wojtusiaka na łamach „Acta Zoologica Cracoviensia”. Jako lokalizację typową wskazano Okomu Forest Reserve w nigeryjskim stanie Edo.
Motyl osiągający około 21 mm rozpiętości skrzydeł. Głowa jest żółtawokremowa. Tułów ma kolor żółtawokremowy z brązowymi znakami. Skrzydło przednie jest mocno rozszerzone ku szczytowi, najszersze w ⅔ długości, z nieco ukośnym brzegiem zewnętrznym. Ubarwienie ma beżowokremowe z szarobrązowym nakrapianiem i kreskowaniem oraz niewyraźnym szarobrązowym wzorem. Skrzydło tylne jest brązowawe z rdzawym podbarwieniem wierzchołka. Strzępiny skrzydeł przednich są beżowokremowe z elementami brązowawymi, tylnych zaś kremowe z białawą częścią analną. Genitalia samca mają szeroki, sercowaty i na szczycie kolczasty unkus, owłosiony i duży wyrostek towarzyszący, walwę ze słabo wyodrębnioną szyjką i szerokim wyrostkiem grzbietowo-nasadowym, szeroki i wyraźnie wyodrębniony płat brzuszny kukulusa oraz krótki edeagus z bardzo krótkim cierniem o szerokiej nasadzie.
Gatunek afrotropikalny, znany tylko z Nigerii.